# São Sebastião do Rio Preto
São Sebastião do Rio Preto é um município brasileiro do estado de Minas Gerais. Sua população recenseada em 2022 era de 1 259 habitantes. É a terra natal de José Aparecido de Oliveira.

## História
Em 1814, a cidade surgiu quando João da Silva Maia construiu um pequeno cemitério no fundo de sua propriedade. Com o passar do tempo, foram sendo edificadas casas nas imediações e, então, surgiu uma sólida povoação designada inicialmente Cachoeira Alegre.
Em 1870, passou a ser chamado de Cemitério, mais tarde de Cemitério de São Sebastião ou São Sebastião do Cemitério. Situada no meio da Serra do Espinhaço, a cidade de São Sebastião do Rio Preto foi emancipada em 30 de dezembro de 1962, desmembrada de Conceição do Mato Dentro.

## Características demográficas
A partir de Belo Horizonte, siga no percurso BR – 381 – MG – 434 – BR – 120 – MG 232, passando por 151 Km de rodovia pavimentada e 18 Km de rodovia não pavimentada, assim se chega a São Sebastião do Rio Preto.
Com uma área de 127 Km², o Município está situado a Zona Metalúrgica, entre os Municípios de Passabém do qual dista 9 Km, Santo Antônio do Rio Abaixo está a 18 Km, Conceição do Mato Dentro a 70 Km, Itambé do Mato Dentro a 40 Km, Ferros a 30 Km e Morro do Pilar a 40 Km.
São Sebastião do Rio Preto está a 750 metros de altitude, distante 169 Km da capital mineira e tem como coordenadas geográficas 19º 17’ 18” de Latitude Sul e 43º 10’ 17” de Longitude Oeste.
O município apresenta paisagens bem diversificadas, com relevo formado por pequenos picos ondulados, onde se mesclam serras e vales, tendo como limite natural, na sua fronteira Oeste, a Serra do Cipó. Os rios de Peixe e Preto são seus principais cursos d’agua. Os pontos de beleza natural e atração para os visitantes são as várias cachoeiras existentes no município, destacam-se entre elas a Cachoeira da Conquista, Cachoeira do Chuvisco e Cachoeira do Salto.

## Cultura
Destacam-se os festejos populares, como a Festa do Padroeiro, com a realização de novena, missa e procissão comemorativas, além de repique de sinos, shows musicais, leilão de gado e apresentação das marujadas de São Sebastião, Itauninha e Itabira.
A cidade também é conhecida pelas serestas.

## Economia
A economia está baseada na agropecuária, destacando-se o cultivo de cana-de-açúcar, milho, arroz e feijão e a criação de gado leiteiro.